# Peter Donat (Archäologe)
Peter Donat (* 17. Dezember 1934 in Würzburg) ist ein deutscher Prähistoriker und Mittelalterarchäologe.
Peter Donat legte 1953 sein Abitur ab und begann im selben Jahr mit dem Studium der Ur- und Frühgeschichte sowie der Klassischen Archäologie an der Universität Jena. 1957 bestand er die Diplomprüfung – die von Gotthard Neumann betreute Diplomarbeit trägt den Titel Drei schnurkeramische Grabhügel von Etzdorf – und war anschließend bis 1960 Abteilungsleiter an den Staatlichen Museen Meiningen. 1960 wurde Donat Direktor des Steinsburgmuseums in Römhild. Die Promotion erfolgte im April 1966 in Jena mit einer Arbeit zum Thema Die ur- und frühgeschichtliche Besiedlung des oberen Werragebietes, Gutachter waren Gotthard Neumann und Günter Behm-Blancke. Die Promotion B folgte im Mai 1976 am Forschungsbereich Gesellschaftswissenschaften der Akademie der Wissenschaften der DDR, Gutachter der Arbeit Haus, Hof und Dorf in Mitteleuropa vom 7. bis 12. Jahrhundert. Archäologische Beiträge zur Entwicklung und Struktur der bäuerlichen Siedlung waren Joachim Herrmann, Paul Grimm und Eckhard Müller-Mertens. Von 1980 (?) bis 1991 war Donat zunächst wissenschaftlicher Arbeitsgruppenleiter und später Abteilungsleiter am Zentralinstitut für Alte Geschichte und Archäologie der Akademie, wo er 1982 zum Professor ernannt wurde. 1996/97 arbeitete Donat an einem Drittmittelprojekt am Geisteswissenschaftlichen Zentrum Geschichte und Kultur Ostmitteleuropas (GWZO) an der Universität Leipzig mit.
Donat beschäftigt sich mit der slawischen und deutschen Besiedlung Mittel- und Osteuropas. Neben wissenschaftlichen Arbeiten wurde er auch mit populärwissenschaftlichen Bücher vor allem für Kinder bekannt. So erklärte er 1972 in einem Kinder- und Jugendbuch die Bedeutung gemeinschaftlicher Arbeit für die urgeschichtliche Entwicklung des Menschen anhand des Aufsatzes „Anteil der Arbeit an der Menschwerdung des Affen“ von Friedrich Engels. 

## Schriften
- Die ur- und frühgeschichtliche Besiedlung des oberen Werragebietes. Dissertation Jena 1966.
- mit Herbert Ullrich: Wie sich der Mensch aus dem Tierreich erhob. Die Schrift „Anteil der Arbeit an der Menschwerdung des Affen“ von Friedrich Engels mit Erläuterungen für junge Leser und mit einer Darstellung der frühen Menschheitsentwicklung. Kinderbuchverlag, Berlin 1972
- Haus, Hof und Dorf in Mitteleuropa vom 7. bis 12. Jahrhundert. Archäologische Beiträge zur Entwicklung und Struktur der bäuerlichen Siedlung(= Schriften zur Ur- und Frühgeschichte Bd. 33). Akademie-Verlag, Berlin 1980
- König und Bauer. Vom Werden des deutschen Feudalstaates. Kinderbuchverlag, Berlin 1981
- Rund um die Archäologie. Kinderbuchverlag, Berlin 1988 ISBN 3-358-00358-2
- Gebesee – Klosterhof und königliche Reisestation des 10.–12. Jahrhunderts (= Weimarer Monographien zur Ur- und Frühgeschichte Bd. 34). Theiss, Stuttgart 1999 ISBN 3-8062-1349-6
- mit Heike Reimann, Cornelia Willich: Slawische Siedlung und Landesausbau im nordwestlichen Mecklenburg (= Forschungen zur Geschichte und Kultur des östlichen Mitteleuropa Bd. 8). Steiner, Stuttgart 1999, ISBN 3-515-07620-4
- Häuser der Bronze- und Eisenzeit im mittleren Europa. Eine vergleichende Untersuchung. Verlag Beier & Beran Archäologische Fachliteratur, Langenweissbach 2018, ISBN 978-3-95741-056-6.